# Suhe, Sichuan
Suhe (kinesiska: 苏河) är en sockenhuvudort i Kina. Den ligger i provinsen Sichuan, i den sydvästra delen av landet, omkring 220 kilometer nordost om provinshuvudstaden Chengdu. Antalet invånare är 3 165. Befolkningen består av 1 494 kvinnor och 1 671 män. Barn under 15 år utgör 15,0 %, vuxna 15-64 år 73 %, och äldre över 65 år 10,0 %.
Runt Suhe är det ganska tätbefolkat, med 248 invånare per kvadratkilometer. Närmaste större samhälle är Liangshui, 5,6 km nordost om Suhe. I omgivningarna runt Suhe växer i huvudsak blandskog.
Genomsnittlig årsnederbörd är 1 207 millimeter. Den regnigaste månaden är juli, med i genomsnitt 336 mm nederbörd, och den torraste är december, med 1 mm nederbörd.